# Jim Curtin
Pour les articles homonymes, voir Curtin.
Jim Curtin est un joueur puis entraîneur de soccer américain né le 23 juin 1979 à Oreland en Pennsylvanie. Il évolue au poste de défenseur central dans les années 2000, avant d'exercer comme entraîneur à partir de 2014.

## Carrière

### Carrière d'entraîneur
Le 29 novembre 2012, Curtin est nommé entraîneur adjoint de l'Union de Philadelphie. À la suite du licenciement de John Hackworth, il fait l'intérim au poste d'entraîneur-chef. Ses bons résultats lui valent d'être confirmé à ce poste.